# Clima republicii San Marino
Clima republicii San Marino este mediterană, cu influențe continentale, având veri călduroase si ierni reci (din cauza altitudinii). Temperatura medie: +6°C în ianuarie și +25°C în iunie. Clima este una  Centrul Național de Meteorologie și Climatologie din San Marino prevede prognozele locale .